# Било (Цетинград)
Било је насељено место у општини Цетинград, на Кордуну, Карловачка жупанија, Република Хрватска.

## Географија
Било се налази око 6 км југозападно од Цетинграда.

## Историја
Било се од распада Југославије до августа 1995. године налазило у Републици Српској Крајини. До 1991. било је у саставу насељеног места Цетински Варош, а од 2001. је самостално насеље. До територијалне реорганизације у Хрватској налазило се у саставу бивше велике општине Слуњ.

## Становништво
Према попису становништва из 2011. године, насеље Било је имало 16 становника.

### Број становника по пописима
| Националност   | 2001. | 1991. | 1981. | 1971. | 1961. | 1953. | 1948. | 1931. | 1921. | 1910. | 1900. | 1890. | 1880. | 1869. | 1857. |
| бр. становника | 58    | %     | %     | 144   | 163   | 213   | 229   | %     | %     | %     | 282   | 526   | %     | %     | 487   |

- напомене:

У 2001. настало издвајањем из насеља Цетински Варош. Као део насеља исказивано 1857, 1890, 1900. и од 1948. У 1869, 1880, од 1910. до 1931. те 1981. и 1991. подаци садржани у насељу Цетински Варош.